# Pär Hansson
Pär Hansson (Vejbystrand, Svédország, 1986. június 22. –) svéd labdarúgó kapus. A svéd válogatott tagjaként ott volt a 2012-es Európa-bajnokságon.

## Pályafutása
Hansson a Vejbyslätts IF ifiakadémiáján kezdett el futballozni, majd 2001-ben a Helsingborghoz került, ahol 2005-ben profi szerződést kapott. 2008-ban kölcsönben az Ängelholms FF-hez került. Visszatérése után állandó tagja lett a Helsingborg kezdőjének.

## Válogatott
Hansson a svéd U21-es válogatott tagjaként ott volt a 2009-es U21-es Eb-n. 2011-ben mutatkozott be a felnőtt válogatottban. Bekerült a 2012-es Európa-bajnokságon részt vevő keretbe, de a tornán nem lépett pályára.

## Sikerei, díjai
- Helsingborg
  - Svéd bajnok: 2011
  - Svéd kupa: 2010, 2011
  - Svéd szuperkupa: 2012
- Feyenoord
  - Holland bajnok: 2016–17
  - Holland kupa: 2015–16

## Fordítás
- Ez a szócikk részben vagy egészben  a   Pär Hansson című angol Wikipédia-szócikk fordításán alapul.  Az eredeti cikk szerkesztőit annak laptörténete sorolja fel. Ez a jelzés csupán a megfogalmazás eredetét és a szerzői jogokat jelzi, nem szolgál a cikkben szereplő információk forrásmegjelöléseként.